# 2020 en Syrie
Cet article présente les faits marquants de l'année 2020 en Syrie.

## Évènements
- 9 janvier : fin de l'offensive de Maarat al-Nouman.
- 1er mars : la Turquie lance l'opération Bouclier du printemps contre l'armée syrienne dans la région d'Idleb.
- 9 avril : bataille d'al-Soukhna.
- 28 avril : sur le marché d'Afrine dans la zone contrôlée par la Turquie et ses alliés, un attentat non-revendiqué au camion-citerne piégé fait au moins 52 morts et 50 blessés.
- 19 juillet : élections législatives.